# Desmopachria balfourbrownei
Desmopachria balfourbrownei är en skalbaggsart som beskrevs av Young 1990. Desmopachria balfourbrownei ingår i släktet Desmopachria och familjen dykare. Inga underarter finns listade i Catalogue of Life.